# إقليم ليندي
إقليم ليندي، هو واحد من 31 منطقة إدارية في تنزانيا تبلغ مساحة المنطقة 66,040 كـم2 (25,500 ميل2). المنطقة قابلة للمقارنة من حيث الحجم بمساحة الأرض المشتركة لدولة سري لانكا القومية. العاصمة الإقليمية هي بلدية ليندي. تقع منطقة ليندي على حدود منطقة بواني ومنطقة موروجورو ومنطقة روفوما ومنطقة متوارا. اسم ليندي هو كلمة سواحيلية قديمة تعني حُفر الاختباء وهو مكان يختبئ فيه السواحيليون للدفاع عن أنفسهم ضد الغزوات المعادية.
المنطقة هي موطن لاثنين من مواقع التراث العالمي لليونسكو، وهما محمية كيلوا كيسيواني وسيلوس. وفقًا للتعداد الوطني لعام 2012 بلغ عدد سكان المنطقة 864.652 نسمة وهو ما كان أقل من توقعات ما قبل التعداد البالغة 960.236 نسمة. :page 2 في الفترة 2002-2012 كان متوسط معدل النمو السكاني السنوي البالغ 0.9 في المائة في المنطقة هو 29 من أعلى المعدلات في البلاد. :page 4 كانت أيضًا المنطقة الأقل كثافة سكانية حيث بلغ عدد سكانها 13 شخصًا لكل كيلومتر مربع. :page 6

## جغرافيا
إقليم ليندي هو ثالث أكبر إقليم في تنزانيا وتبلغ مساحتها الإجمالية 66,040 كـم2 (25,500 ميل2) بعد منطقة موروجورو عند 70,624 كـم2 (27,268 ميل2). تبلغ مساحة ليندي حوالي 7.1٪ من مساحة تنزانيا بأكملها. وبالمقارنة فإن ليندي أكبر من دولة جزيرة سريلانكا التي تبلغ مساحتها الإجمالية 62732 كيلومترًا مربعًا. يقع ليندي باي في المنطقة وهو واحد من أكبر الخلجان في البلاد. أعلى قمة في منطقة ليندي هي قمة (Kongowele) على ارتفاع 830 م وتقع في منطقة (Nachingwea). يوجد في ليندي 23 جزيرة في أراضيها وأكبرها جزيرة سونغو منارا تليها جزيرة كيلوا كيسيواني وجزيرة سونغو سونغو.